# Водяне (Верхньодніпровська міська громада)
Водяне́ — село в Україні, у Кам'янському районі Дніпропетровської області. Населення за переписом 2001 року становить 231 особа. Входить до складу Верхньодніпровської міської громади.

## Географія
Село Водяне примикає до села Діденкове, на відстані 1 км від сіл Солов'ївка і Зелене. Поруч проходить автомобільна дорога Т 0415.

## Історія
За даними на 1859 рік у власницькому селі Верхньодніпровського повіту Катеринославської губернії мешкало 25 осіб (10 чоловіків та 15 жінок), налічувалось 4 дворових господарства.

## Населення

### Мова
Розподіл населення за рідною мовою за даними перепису 2001 року:
| Мова       | Кількість | Відсоток |
| ---------- | --------- | -------- |
| українська | 223       | 96.54%   |
| російська  | 8         | 3.46%    |
| Усього     | 231       | 100%     |